# جو فانس
جو فانس (بالإنجليزية: Joe Vance)‏ هو لاعب كرة قاعدة أمريكي، ولد في 16 سبتمبر 1905 في ديفاين في الولايات المتحدة، وتوفي بنفس المكان في 4 يوليو 1978.

## وصلات خارجية
- جو فانس على موقعبيزبول رفرنس.كوم (الدوري الرئيسي) (الإنجليزية)
- جو فانس على موقعبيزبول رفرنس.كوم (الدوري الثانوي) (الإنجليزية)